# Râul Buhui
Râul Buhui este un curs de apă, afluent al râului Caraș. Pe cursul superior al râului se află doua lcacuri de acumulare: Lacul Buhui si Lacul Marghitas. În continuare, râul traversează Peștera Buhui, după care trece printr-o zonă de chei, înainte de a se vărsa în râul Caraș.

## Hărți
- Harta județului Caraș-Severin
- Harta munții Aninei [nefuncțională – arhivă]
- Harta Parcul Național Semenic - Cheile Carașului  Arhivat în 18 iunie 2008, la Wayback Machine.
- Harta Parcul Național Semenic - Cheile Carașului  Arhivat în 4 decembrie 2012, la Archive.is